# Трисеребропентакальций
Трисеребропентакальций — бинарное неорганическое соединение, интерметаллид
серебра и кальция
с формулой Ca5Ag3,
кристаллы.

## Получение
- Сплавление стехиометрических количеств чистых веществ:

{\displaystyle {\mathsf {3Ag+5Ca\ {\xrightarrow {560^{o}C}}\ Ag_{3}Ca_{5}}}}

## Физические свойства
Трисеребропентакальций образует кристаллы
тетрагональной сингонии, пространственная группа I 4/mcm, параметры ячейки a = 0,8039 нм, c = 1,5011 нм, Z = 4,
структура типа триборида пентахрома Cr5B3
.
Соединение образуется по перитектической реакции при температуре 560 °C (555 °C, 557 °C).